# Vojtěch Bradáč
Vojtěch Bradáč (Žižkov, 1913. október 6. – 1947. március 30.) csehszlovák válogatott cseh labdarúgó, csatár.

## Pályafutása

### Klubcsapatban
1926-ban a Viktoria Žižkov csapatában kezdte a labdarúgást, ahol 1930-ban mutatkozott be az első csapatban és két idényen át szerepelt. 1932-ben igazolt a Slavia Praha együtteséhez, ahol 1942-ig szerepelt kisebb kitérőkkel. A Slaviával nyolc bajnoki címet szerzett. 1936–37-ben a francia FC Sochaux-Montbéliard játékosa volt, ahol tagja volt a francia kupa-győztes csapatnak (1937). 1940-ben anyaegyesületében a Viktoria Žižkovban, 1941-ben a Sparta Praha-ban szerepelt egy rövid ideig. 1942 és 1944 között az SK Nusle labdarúgója volt. Pályafutását a Slovan Duchcov csapatában fejezte be.

### A válogatottban
1931 és 1938 között  kilenc alkalommal szerepelt a csehszlovák válogatottban és öt gólt szerzett. Tagja volt az 1938-as franciaországi világbajnokságon részt vevő csapatnak, de tornán nem lépett pályára.

## Sikerei, díjai
Slavia Praha
- Csehszlovák bajnokság[1]
  - bajnok: 1932–33, 1933–34, 1934–35, 1936–37, 1939–40,  1940–41,  1940–42,  1942–43
  - gólkirály: 1935–36
- Közép-európai kupa
  - győztes: 1938

 FC Sochaux-Montbéliard
- Francia kupa
  - győztes: 1937